# Давыдов, Михаил Алексеевич (баскетбольный судья)
Михаил Алексеевич Давыдов (род. 2 декабря 1947, Москва) — советский и российский баскетбольный судья, тренер, инспектор. Входит в число 50 человек, внёсших наибольший вклад в развитие Евролиги.

## Биография

### Ранние годы
Родился в 1947 году в семье Алексея Дмитриевича Давыдова (1921—1988), участника ВОВ. После войны отец Михаила работал в Министерстве обороны СССР. Мать Маргарита Ефимовна (1919—2009) — врач.
Окончил московскую школу № 125. Занимался плаванием и волейболом. В старших классах увлёкся баскетболом. В составе школьной команды трижды становился чемпионом Москвы. Свой первый судейский опыт Михаил Давыдов получил в 1962 году. Выпускник МАИ и МОГИФК.

### Карьера
С 1966 года Михаил Давыдов начинает судить чемпионаты Советского Союза, а с 1967 года Спартакиады народов СССР. В 1971 году Михаил Давыдов становится судьёй Всесоюзной категории. Уже в 25 лет ему присваивают звание судьи международной категории.
В 1977 году Давыдов судил финальный турнир первенства Европы, а уже год спустя на первом в своей карьере чемпионате мира ему был доверен важный матч за бронзовые награды
В 1980 году принимал участие в Олимпийских играх в Москве. Работал на игре за 3-е место между югославками и венгерками (68:65).
Автор книги «Судейство в баскетболе» (1983).
С 1985 года Михаил Давыдов в качестве судьи ФИБА обслуживал три межконтинентальных кубка и мировых первенства среди мужских клубных команд. Работал на первом в истории Финале четырёх в рамках Кубка европейских чемпионов. В 1988 году на Олимпийских играх в Сеуле на его счету финал женского баскетбольного турнира. В период с 1971 по 2011 годы он являлся членом и президентом Национального судейского комитета. С 2000 года Давыдов — комиссар ФИБА, с 2002 — член технического комитета ФИБА, с 2005 — инструктор судей ФИБА.
22 января 2008 года 60-летнему Михаилу Алексеевичу вновь пришлось выйти на паркет в качестве действующего арбитра. Из-за неявки на матч болгарского судьи Мирослава Томаса комиссар матча Давыдов обслуживал игру Кубка УЛЕБ между казанским УНИКСОМ и голландским «Эйфель Тауэрсом».
Включён в список 50 человек, внёсших наибольший вклад в развитие Евролиги. Кроме Давыдова из россиян туда входят лишь Сергей Белов и Александр Гомельский.

### Личная жизнь
Жена — Татьяна Давыдова (урождённая Савченко), баскетболистка, бывший игрок ЖБК «Динамо» (Киев) и сборной Украины. Дети — сын Алексей (1984), профессиональный баскетбольный арбитр и дочь Марита (1993), экс-баскетболистка молодёжной сборной России.